# Haemulon
Haemulon – rodzaj ryb z rodziny luszczowatych.

## Klasyfikacja
Gatunki zaliczane do tego rodzaju:
| - Haemulon album - Haemulon aurolineatum - Haemulon bonariense - Haemulon boschmae - Haemulon californiensis - Haemulon carbonarium - Haemulon chrysargyreum - Haemulon flaviguttatum | - Haemulon flavolineatum - Haemulon macrostomum - Haemulon maculicauda - Haemulon melanurum - Haemulon parra - Haemulon plumierii - Haemulon schrankii - Haemulon sciurus – hemulon smużkowy | - Haemulon scudderii - Haemulon serrula - Haemulon sexfasciatum - Haemulon squamipinna - Haemulon steindachneri - Haemulon striatum - Haemulon vittatum |

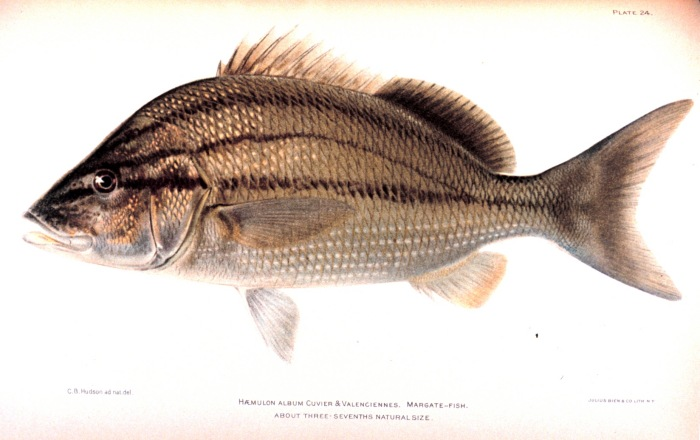
Haemulon album
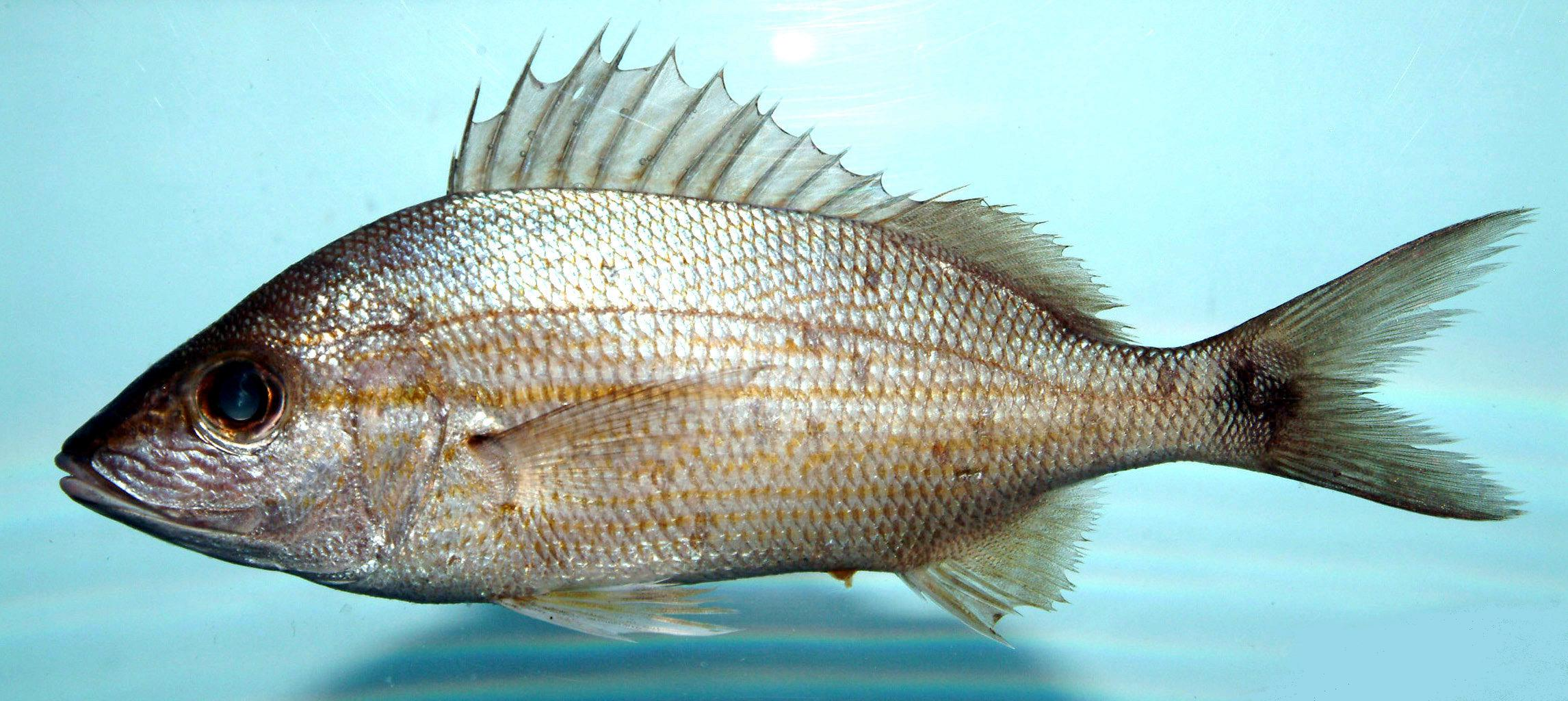
Haemulon aurolineatum
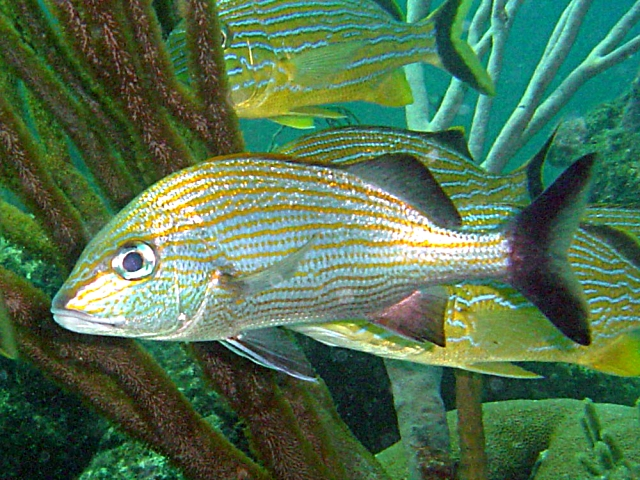
Haemulon carbonarium
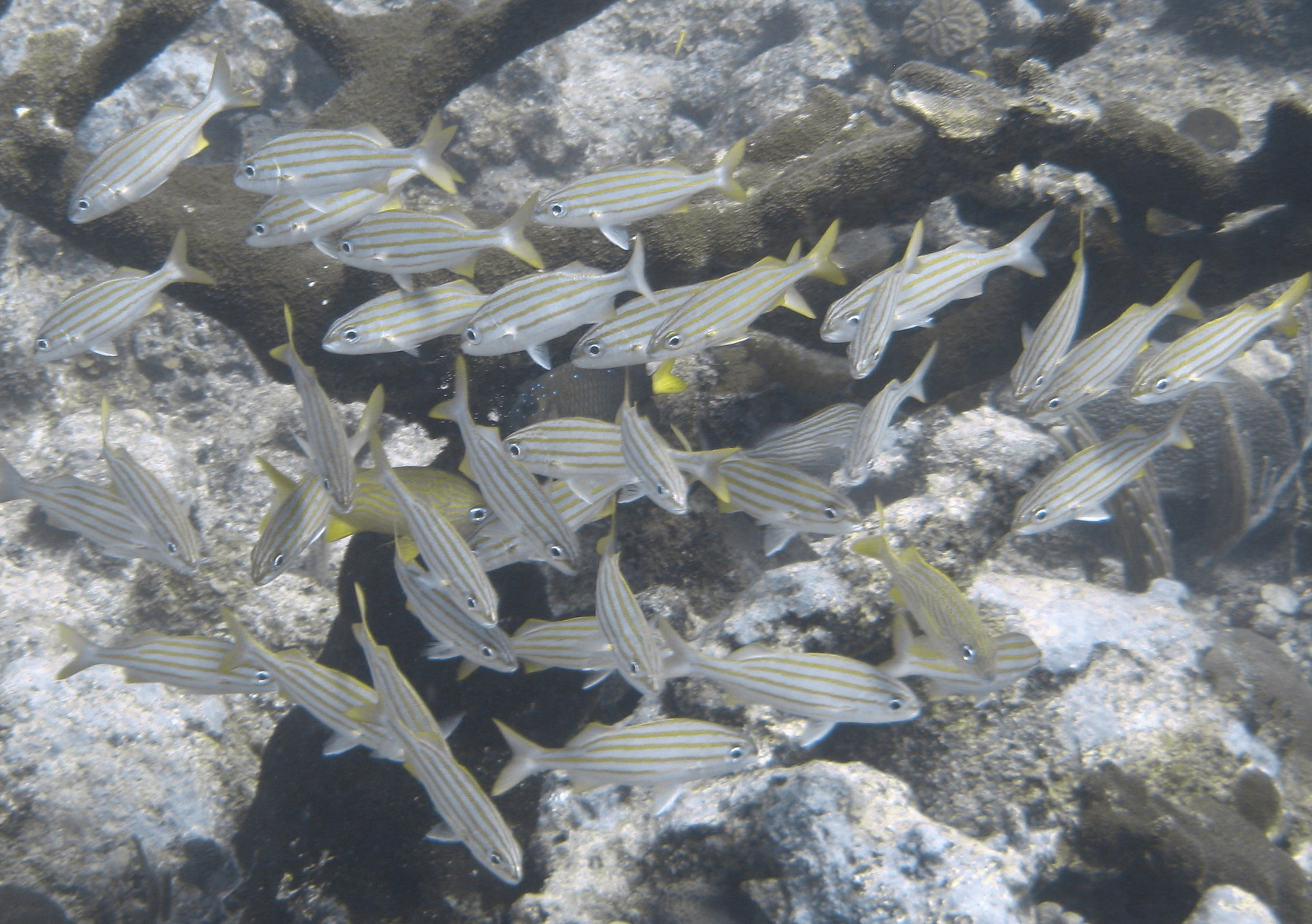
Haemulon chrysargyreum
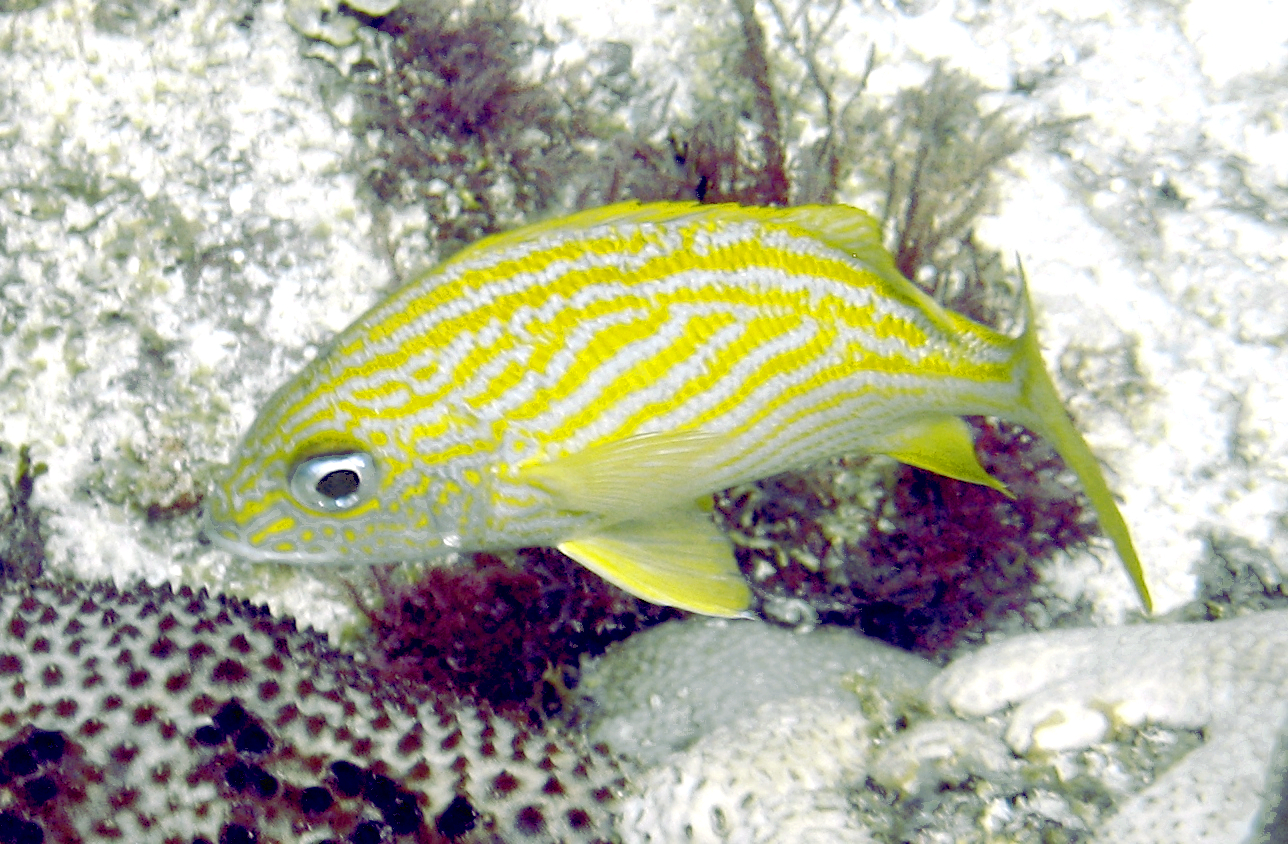
Haemulon flavolineatum
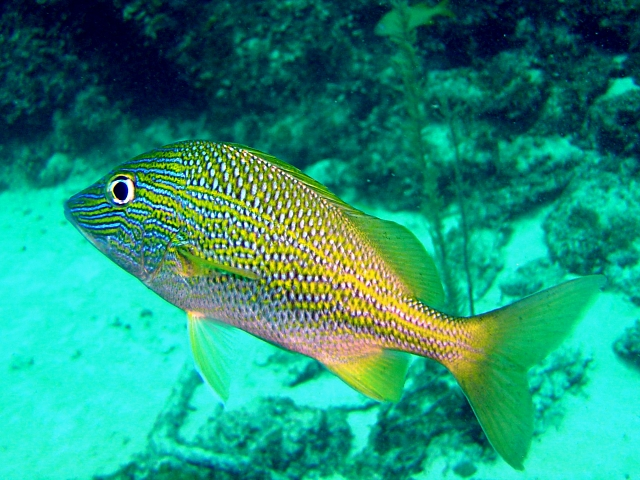
Haemulon plumierii
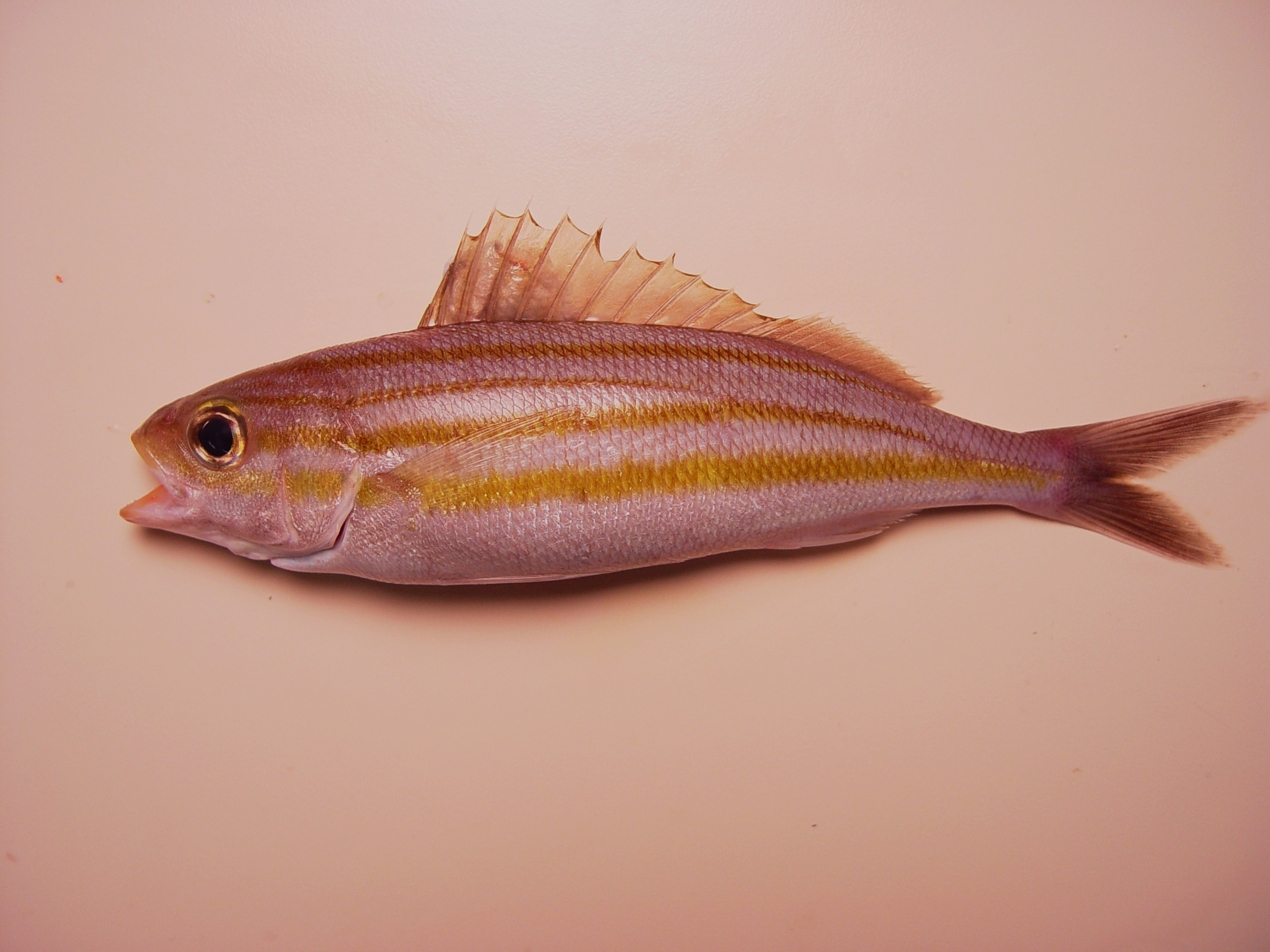
Haemulon striatum
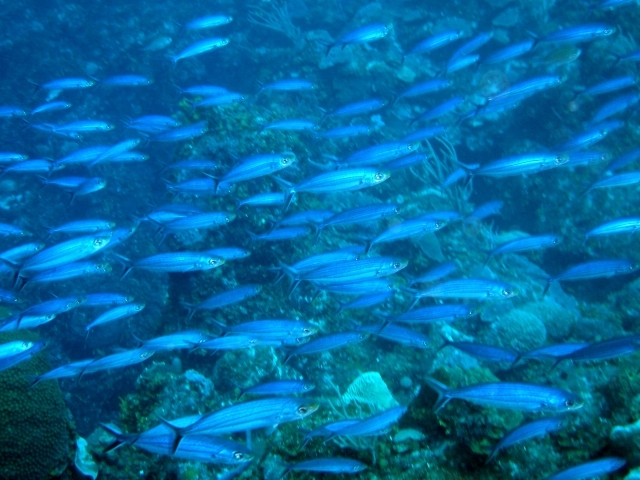
Haemulon vittatum